# Bailando con las estrellas (programa de televisión español)
Bailando con las estrellas es un programa de televisión español de baile emitido en Telecinco desde 2024. El programa, producido por Bulldog TV, es una de las adaptaciones españolas de la franquicia internacional Bailando con las estrellas, basada en el popular formato británico Strictly Come Dancing, que ya fue adaptado previamente en España con el mismo título en La 1 (2018) y también bajo las marcas ¡Mira quién baila! en La 1 (2005-2009, 2014) y ¡Más que baile! en Telecinco (2010).

## Historia
La cadena publica de La 1   comunicó en febrero de 2018 que había dado vía libre a la primera temporada de Bailando con las Estrellas, producido por Gestmusic Endemol.
Roberto Leal y Rocío Muñoz Morales fueron los presentadores, mientras que Moira Chapman (coreógrafa y directora de producción), Joaquín Cortés (bailarín y coreógrafo) e Isabel Pérez (bailarina y coreógrafa) fueron nombrados jueces del programa.
La segunda edición del programa Bailando con las estrellas se anunció en diciembre de 2023 por Mediaset España para su emisión desde 2024 en Telecinco. El 26 de diciembre de 2023 se empezaron a confirmar los concursantes y el sábado 13 de enero de 2024 se estrenó.
Esta edición son emitidas presentada por Jesús Vázquez y Valeria Mazza y por primera vez la producción corrió a cargo de Bulldog TV.
Por otro lado, el jurado que analiza y puntúa los bailes de los famosos participantes está formado por Julia Gómez Cora (productora de musicales), Gorka Márquez (bailarín y coreógrafo), Antonia Dell’Atte (modelo italiana), Boris Izaguirre (periodista y escritor) y Blanca Li (coreógrafa, bailarina y actriz).
Parece que 'Bailando con las estrellas' no se quedará en el cajón de Telecinco y la cadena apostará por su regreso en 2025. Después de una primera temporada en la que el concurso presentado por Jesús Vázquez y Valeria Mazza cosechó un aceptable 10,8% de share y 958.000 espectadores, los famosos volverán a poner a prueba sus movimientos en una segunda temporada.

## Mecánica
Talent show en el que compiten varias parejas formadas por una famoso y un bailarín profesional. Cada pareja realiza diferentes tipos de bailes y un jurado experto les valora y puntúa. Además, los espectadores pueden votar por su pareja favorita sumándose así sus votos con los del jurado. Cada semana la pareja que recibe la menor puntuación entre los votos del jurado y los del público es eliminada hasta que finalmente una de ellas se corona campeona.

## Elenco

### Presentadores
| Presentador(a) | Información                | Temporada | Temporada | Temporada |  |
| Presentador(a) | Información                | 1         | 2         | 3         |  |
| -------------- | -------------------------- | --------- | --------- | --------- |  |
| Roberto Leal   | Periodista y presentador   |           |           |           |  |
| Rocío Muñoz    | Actriz, modelo y bailarina |           |           |           |  |
| Jesús Vázquez  | Presentador de televisión  |           |           |           |  |
| Valeria Mazza  | Modelo y empresaria        |           |           |           |  |

### Jurado
| Jurado            | Información                         | La 1 | Logo de Telecinco | Logo de Telecinco |
| Jurado            | Información                         | 1    | 2                 | 3                 |
| ----------------- | ----------------------------------- | ---- | ----------------- | ----------------- |
| Moira Chapman     | Directora y productora de musicales |      |                   |                   |
| Joaquín Cortés    | Bailaor, coreógrafo y productor     |      |                   |                   |
| Isabel Pérez      | Bailarina, coreógrafa y directora   |      |                   |                   |
| Blanca Li         | Bailarina, coreógrafa y actriz      |      |                   |                   |
| Julia Gómez Cora  | Directora de musicales              |      |                   |                   |
| Gorka Márquez     | Coreógrafo y bailarín de salón      |      |                   |                   |
| Antonia Dell’Atte | Modelo y presentadora               |      |                   |                   |
| Boris Izaguirre   | Periodista y escritor               |      |                   |                   |
| Pelayo Díaz       | Estilista y diseñador               |      |                   |                   |
| Inmaculada Casal  | Periodista                          |      |                   |                   |

## Primera edición (2018)
- 15 de mayo de 2018 – 24 de julio de 2018.

| Famoso                  | Profesión                     | Pareja profesional | Clasificación   |
| ----------------------- | ----------------------------- | ------------------ | --------------- |
| David Bustamante        | Cantante                      | Yana Olina         | Ganadores       |
| Patry Jordán            | YouTuber                      | Rubén Salvador     | 2.os finalistas |
| Manu Sánchez            | Humorista y presentador       | Mireya Arizmendi   | 3.os finalistas |
| Amelia Bono             | Empresaria, hija de José Bono | Rubén Rodríguez    | 9.os eliminados |
| Javier Hernanz          | Piragüista olímpico           | Rosa Carné         | 8.os eliminados |
| Pelayo Díaz             | Estilista y diseñador         | Inés Miñana        | 7.os eliminados |
| Gemma Mengual           | Nadadora sincronizada         | Abel Gil           | 6.os eliminados |
| Pablo Ibáñez            | Colaborador de TV             | Sara Baudín        | 5.os eliminados |
| Fernando Guillén Cuervo | Actor                         | Arismel Naya       | 4.os eliminados |
| Rossy de Palma          | Modelo y actriz               | Santiago Granizal  | 3.os eliminados |
| Merche                  | Cantante                      | Roger Romero       | 2.os eliminados |
| Topacio Fresh           | Artista                       | Iban Salgado       | 1.os eliminados |

## Segunda edición (2024)
- 13 de enero de 2024 – 13 de abril de 2024

| Famoso                  | Profesión                         | Pareja profesional              | Clasificación          |
| ----------------------- | --------------------------------- | ------------------------------- | ---------------------- |
| María Isabel            | Cantante                          | Luis Montero                    | Ganadores              |
| Adrián Lastra           | Actor y músico                    | Sara García                     | 2.os finalistas        |
| Bruno Vila              | Concursante de Reacción en cadena | Marta Blanco                    | 3.os finalistas        |
| Athenea Pérez           | Modelo, Miss Universo España 2023 | Sergi Pedrós                    | 4.os finalistas        |
| Jonan Wiergo            | Influencer                        | David Díaz                      | 11.os eliminados       |
| Mala Rodríguez          | Cantante y rapera                 | Álvaro Cuenca                   | 10.os eliminados       |
| José Manuel Pinto       | Exportero de fútbol               | Paula Lastra                    | 4.os / 9.os eliminados |
| Elena Tablada           | Diseñadora de joyas y empresaria  | Adrián Esperón / Angelo Madonia | 8.os eliminados        |
| Miguel Torres           | Exfutbolista                      | Sandra Torremadé                | 2.os / 7.os eliminados |
| Josie                   | Estilista y diseñador             | Aroa Gárez                      | 6.os eliminados        |
| Sheila Casas            | Abogada y representante artística | Angelo Madonia                  | 5.os eliminados        |
| Carlota Boza            | Actriz                            | Rubén Rodríguez                 | 3.os eliminados        |
| Ágatha Ruiz de la Prada | Diseñadora de moda                | Roberto Luján                   | 1.os eliminados        |

## Tercera edición (2025)
| Famoso          | Profesión                     | Pareja profesional | Clasificación |
| --------------- | ----------------------------- | ------------------ | ------------- |
| Aless Gibaja    | Youtuber e influencer         |                    |               |
| Anabel Pantoja  | Influencer y colaboradora     |                    |               |
| Bárbara Rey     | Ex-vedette                    |                    |               |
| Blanca Romero   | Actriz, modelo y presentadora |                    |               |
| Iago García     | Actor                         |                    |               |
| Jorge González  | Cantante                      |                    |               |
| Matías Roure    | Barman de First Dates         |                    |               |
| Manu Tenorio    | Cantante                      |                    |               |
| Nerea Rodríguez | Cantante y actriz             |                    |               |
| Nona Sobo       | Actriz                        |                    |               |
| Pepe Navarro    | Presentador de TV             |                    |               |
| Sara Escudero   | Humorista                     |                    |               |
| Tania Medina    | Concursante de LIDLT          |                    |               |

## Palmarés
| Temporada | Temporada | Fecha | Ganadores                     | Subcampeones                  | Tercer puesto                   |
| --------- | --------- | ----- | ----------------------------- | ----------------------------- | ------------------------------- |
|           | 1ª        | 2018  | David Bustamante & Yana Olina | Patry Jordán & Rubén Salvador | Manu Sánchez & Mireya Arizmendi |
|           | 2ª        | 2024  | María Isabel & Luis Montero   | Adrián Lastra & Sara García   | Bruno Vila & Marta Blanco       |
|           | 3ª        | 2025  |                               |                               |                                 |

## Audiencia media de todas las temporadas
| Temporada                                   | Fecha | Programas | Cadena    | Espectadores | Share |
| Bailando con las estrellas: Primera edición | 2018  | 11        | La 1      | 1 514 000    | 11,9% |
| Bailando con las estrellas: Segunda edición | 2024  | 13        | Telecinco | 958 000      | 10,8% |
| Bailando con las estrellas: Tercera edición | 2025  | 13        | Telecinco |              |       |
| ------------------------------------------- | ----- | --------- | --------- | ------------ | ----- |